# San Antonio (Pelechuco)
San Antonio ist eine Ortschaft im Departamento La Paz im südamerikanischen Andenstaat Bolivien.

## Lage im Nahraum
San Antonio liegt in der Provinz Franz Tamayo und ist der größte Ort im Cantón Suches im Municipio Pelechuco. Die Ortschaft liegt in den nordwestlichen Ausläufern der Cordillera Apolobamba auf einer Höhe von 4853 m, zehn Kilometer Luftlinie östlich der peruanischen Grenze, drei Kilometer südlich der Laguna Suches, eines langgestreckten Sees in südwest-nordöstlicher Erstreckung von einer Länge von gut dreizehn Kilometern.

## Geographie
San Antonio liegt im nördlichen Teil der bolivianischen Cordillera Central. Die Region weist ein ausgeprägtes Tageszeitenklima auf, bei dem die mittlere Temperaturschwankung im Tagesverlauf deutlicher ausfällt als im Verlauf der Jahreszeiten.
Die Jahresdurchschnittstemperatur der Region liegt bei 5 °C, der Jahresniederschlag beträgt etwa 750 mm (siehe Klimadiagramm Pelechuco). Die Monatsdurchschnittstemperaturen schwanken nur unwesentlich zwischen 2 °C im Juni/Juli und 6 °C im Oktober bis Dezember, die Monatsniederschläge liegen zwischen unter 10 mm in den Monaten Juni und Juli und über 100 mm von Dezember bis März.

## Wirtschaft
Die Region zwischen Suches Jajpo Kollo und San Antonio direkt südlich der Laguna Suches weist eine lange Bergbautradition auf, die wahrscheinlich bereits aus vorkolonialer Zeit stammt.
Aus der Kolonialzeit ist dann überliefert, dass schon im Jahr 1542 die Spanier Gold an den Ufern der Laguna Suches auswuschen, und seit Ende des 19. Jahrhunderts ist hier Goldgewinnung aus den eiszeitlichen Moränen überliefert, die auch über das 20. Jahrhundert hinaus bis heute von verschiedenen Bergbaugesellschaften fortgesetzt wird.

## Verkehrsnetz
San Antonio liegt in einer Entfernung von 313 Straßenkilometern nordwestlich von La Paz, der Hauptstadt des gleichnamigen Departamentos.
Von La Paz führt die asphaltierte Nationalstraße Ruta 2 in nordwestlicher Richtung 70 Kilometer bis Huarina, dort zweigt die Ruta 16 ab, die als asphaltierte Straße weiter in nordwestlicher Richtung in 97 Kilometern entlang des Titicacasees bis Escoma führt. Von dort führt die Ruta 16 weiter als unbefestigte Piste weiter nach Norden und erreicht nach 49 Kilometern Villa Rosario de Wilacala. Von dort sind es noch einmal fünfzehn Kilometer in nördlicher Richtung bis Llachuani. Dreieinhalb Kilometer nördlich von Llachuani zweigt eine Nebenstraße nach links in westlicher Richtung von der Ruta 16 ab und führt vorbei an Moroqarqa nach Ulla Ulla und weiter in nördlicher Richtung über Hichicollo und Antaquilla nach Suches Jajpo Kollo, von dort aus entlang der Goldgewinnungsregion in östlicher Richtung acht Kilometer bis San Antonio.

## Bevölkerung
Die Einwohnerzahl der Ortschaft ist in dem Jahrzehnt zwischen den beiden letzten Volkszählungen auf mehr als das Vierfache angestiegen:
| Jahr | Einwohner         | Quelle       |
| ---- | ----------------- | ------------ |
| 1992 | keine Detaildaten | Volkszählung |
| 2001 | 113               | Volkszählung |
| 2012 | 543               | Volkszählung |
| 2024 |                   | Volkszählung |

Die Bevölkerung der Region setzt sich etwa zu gleichen Teilen aus den indigenen Völkern der Aymara und Quechua zusammen.